# Єроним (Екземплярський)
Єроним Екземплярський (20 липня 1836, Дмитріїви Гори, Російська імперія — 2 (15) листопада 1905, Варшава, Польща) — відомий релігійний діяч в Україні та Польщі. Єпископ Відомства православного сповідання Російської імперії. Викладач Чернігівської та Київської духовної семінарії. Законовчитель Колегії Павла Ґалаґана. Батько українського богослова Василя Екземплярського.

## Біографія
Народився 20 липня 1836 року в родині священника села Дмитріїви Гори.
У 1852 році закінчив Володимирське духовне училище, 1857 року — Володимирську духовну семінарію, у 1861 році — Київську духовну академію. Тривалий час був солістом хору, уславився сольними концертами.
25 жовтня 1861 року призначений викладачем Чернігівської духовної семінарії. Наступного року став викладачем Київської духовної академії. 30 червня 1870 року удостоєний ступеня магістра богослов'я. 19 вересня 1871 року висвячений на священника церкви святих Петра і Павла в Києві і визначений законовчителем Колегії Павла Галагана та Першої київської гімназії. 15 березня 1877 року возведений у сан протоієрея.
З 1882 року — благочинний Києво-Подільської церкви.
Мав п'ятеро дітей, у тому числі богослова Василя Экземплярського. Його дружина померла у 1876 році.
27 липня 1885 року пострижений у чернецтво, а 28 липня року зведений у сан архімандрита. 3 листопада 1885 року в Софійському соборі Києва хіротонізований на єпископа Чигиринського, вікарія Київської єпархії. З 3 червня 1890 року — єпископ Тамбовський і Шацький. Будучи Тамбовським єпископом, організував цілу мережу пунктів допомоги, мережу їдалень для бідних. Під час епідемії холери відкрив біля 700 аптек. 
З 30 квітня 1894 року — єпископ Литовський і Виленський. 6 травня 1895 року зведений у сан архієпископа. У Вільно стараннями владики була відкрита своя друкарня. Також Єроним зробив чималий внесок у будівництво церкви-школи в ім'я святого Олександра Невського.
З 27 лютого 1898 року — архієпископ Холмський і Варшавський. З 16 червня 1905 року став архієпископом Варшавським і Привіслинським. У Варшаві на православному цвинтарі збудував у 1902–1905 роках власним коштом будівлю Церкви святого Іоанна Ліствичника. Храм був збудований за проєктом архітектора Володимира Покровського для увічнення покійного сина єпископа, Івана Екземплярського († 8 серпня 1902 у П'ятигорську). Храм був освячений 15 жовтня 1905 року і тоді ж у ньому був похований син єпископа. Архієпископ Ієронім помер за дві тижні й був похований біля сина. У його похороні брали участь Євлогій Георгієвський і митрополит Варшавський Діонісій Валединський.

## Праці
- «Взгляд на состояние белого духовенства в России с начала XVIII столетия».
- «Очерк нескольких дней из жизни приходского сельского священника и его семейства в некоторых местах Владимирской губернии».
- «Педагогические заметки о преподавании Закона Божия в сельских школах».
- «Как учить малолетних детей молиться Богу».
- «Заметки о церковном пении».
- «По вопросу о православном церковном пении».
- Воскресная школа, как приготовление к пастырству кандидатов священства".
- «Практическое применение в церковно-приходских школах системы взаимного обучения».
- «Ответ брату — сельскому священнику — на вопросы его о том, чему и как обучать детей до поступления их в училище».
- «Беседы к простому народу о святых таинствах».
- «В ответ брату — сельскому священнику — по поводу высказанной им в письме жалобы на невнятность и неразборчивость чтения в церкви».
- «О внутреннем украшении храмов христианских».
- «Краткий исторический обзор состава Литургии нашей Православной Церкви».
- «Речь о религиозном образовании в семье и школе».
- «Частная дидактика или методика народной школы».
- «Слова и архипастырские послания к пастве».
- «Слова, беседы и поучения на дни воскресные и праздничные».
- «Поучения и слова, произнесенные в дни Великого поста».
- «Речи и поучения при погребении и в дни поминовения усопших».
- «Речи при освящении храмов».
- «Речь и обращения к учащимся при посещении учебных заведений».
- «Речи и поучения при разных случаях общественной жизни».
- Все перечисленные труды помещены в книге: «Высокопреосвященный архиепископ Иероним (Экземпляровский)», т. II, Киев, 1906 год.

## Родина
- Батько — Тихон Екземплярський († 2 лютого 1868); у 1820 році закінчив Владімірську духовную семінарію і у 1821 році хіротонізований на священника церкви цвинтаря Дмитріїви Гори.
- Жінка померла у 1876 році.
  - Син — Яків (1862, Київ — 1929, Париж) — український громадсько-політичний діяч
  - Син — Іван (30.03.1868, Київ — 08.08.1902, Київ) — український правознавець
  - Син — Василь (1875—1933), богослов, релігійний філософ